# Conus villepinii
Espèce
Statut de conservation UICN

 LC  : Préoccupation mineure
Conus villepinii est une espèce de mollusques gastéropodes marins de la famille des Conidae.
Comme toutes les espèces du genre Conus, ces escargots sont prédateurs et venimeux. Ils sont capables de « piquer » les humains et doivent donc être manipulés avec précaution, voire pas du tout.

## Distribution
Locus typicus : Marie Galante de Guadeloupe, Petites Antilles.
On ignore où se trouve le spécimen type original.
Cette espèce marine est présente de la Floride au sud du Île de Brasil et au large des Bermudes. 
Ce n'est pas un hasard.
L'espèce est mieux connue des sources du Golfe du Mexique (chalutier).

Spécimens immatures avec une couleur de fond violacée, dragués au large de la Barbade. La coloration de l'animal vivant de ces spécimens immatures de la Barbade d'environ 20 mm. de longueur totale. D'un blanc sale avec des mouchetures noires, et des franges noires au bord du manteau et du canal siphonal.
La localité type de Conus sanderi, Wils & Moolenbeek, 1979 est au large de St. James, côte ouest de Barbade. West Indies, où le matériel type a été dragué à 155-180 mètres de profondeur par R.V. Martlet, opérant depuis l'Institut de recherche Bellairs de l'Université McGill.
Cette espèce est également connue d'aussi loin au sud que l'est du Brésil.

### Niveau de risque d’extinction de l’espèce
Selon l'analyse de l'UICN réalisée en 2011 pour la définition du niveau de risque d'extinction, cette espèce est présente de la Caroline du Nord au sud de la Floride et dans l'ensemble des Caraïbes et du golfe du Mexique, jusqu'à l'État d'Amapa au Brésil dans le sud-est. On la trouve également aux Bermudes. (E. Petuch comm. pers. 2011). Il s'agit d'une espèce d'eau profonde à large répartition et il n'y a pas de menaces. Elle est classée dans la catégorie " préoccupation mineure ".

## Taxonomie

### Publication originale
L'espèce Conus villepinii a été décrite pour la première fois en 1857 par le paléontologue et zoologiste français Paul Henri Fischer dans « Journal de Conchyliologie »,.

### Synonymes
- Conasprelloides villepinii (P. Fischer & Bernardi, 1857) · non accepté
- Conus (Dauciconus) villepinii P. Fischer & Bernardi, 1857 · appellation alternative
- Conus (Sandericonus) sanderi Wils & Moolenbeek, 1979 · appellation alternative
- Conus perprotractus Petuch, 1987 · non accepté
- Conus sanderi Wils & Moolenbeek, 1979 · non accepté
- Conus sorenseni Sander, 1982 · non accepté
- Conus villepinii f. sanderi Wils & Moolenbeek, 1979 · non accepté
- Conus villepinii guadalupensis Bozzetti, 2017 · non accepté
- Dauciconus sanderi (Wils & Moolenbeek, 1979) · non accepté
- Sandericonus hunti (Wils & Moolenbeek, 1979) · non accepté
- Sandericonus perprotractus (Petuch, 1987) · non accepté
- Sandericonus sanderi (Wils & Moolenbeek, 1979) · non accepté
- Sandericonus sorenseni (Sander, 1982) · non accepté

### Sous-espèces
- Conus villepinii villepinii P. Fischer & Bernardi, 1857
- Forma Conus villepinii f. sanderi Wils & Moolenbeek, 1979, accepté en tant que Conus villepinii P. Fischer & Bernardi, 1857
- Conus villepinii fosteri Clench & Aguayo, 1942, accepté en tant que Conus fosteri Clench & Aguayo, 1942
- Conus villepinii guadalupensis Bozzetti, 2017, accepté en tant que Conus villepinii P. Fischer & Bernardi, 1857